# Solpugema stiloceras
Solpugema stiloceras es una especie de arácnido  del orden Solifugae de la familia Solpugidae.

## Distribución geográfica
Se encuentra en el sur de África.